# ユーノス
ユーノス (Eunos) は、マツダがかつて展開していた自動車ディーラー。1989年（平成元年）のマツダ5チャンネル体制（マツダ、ユーノス、アンフィニ、オートザム、オートラマ）化に伴い、高級車志向のブランドとして開設された。

## 概要

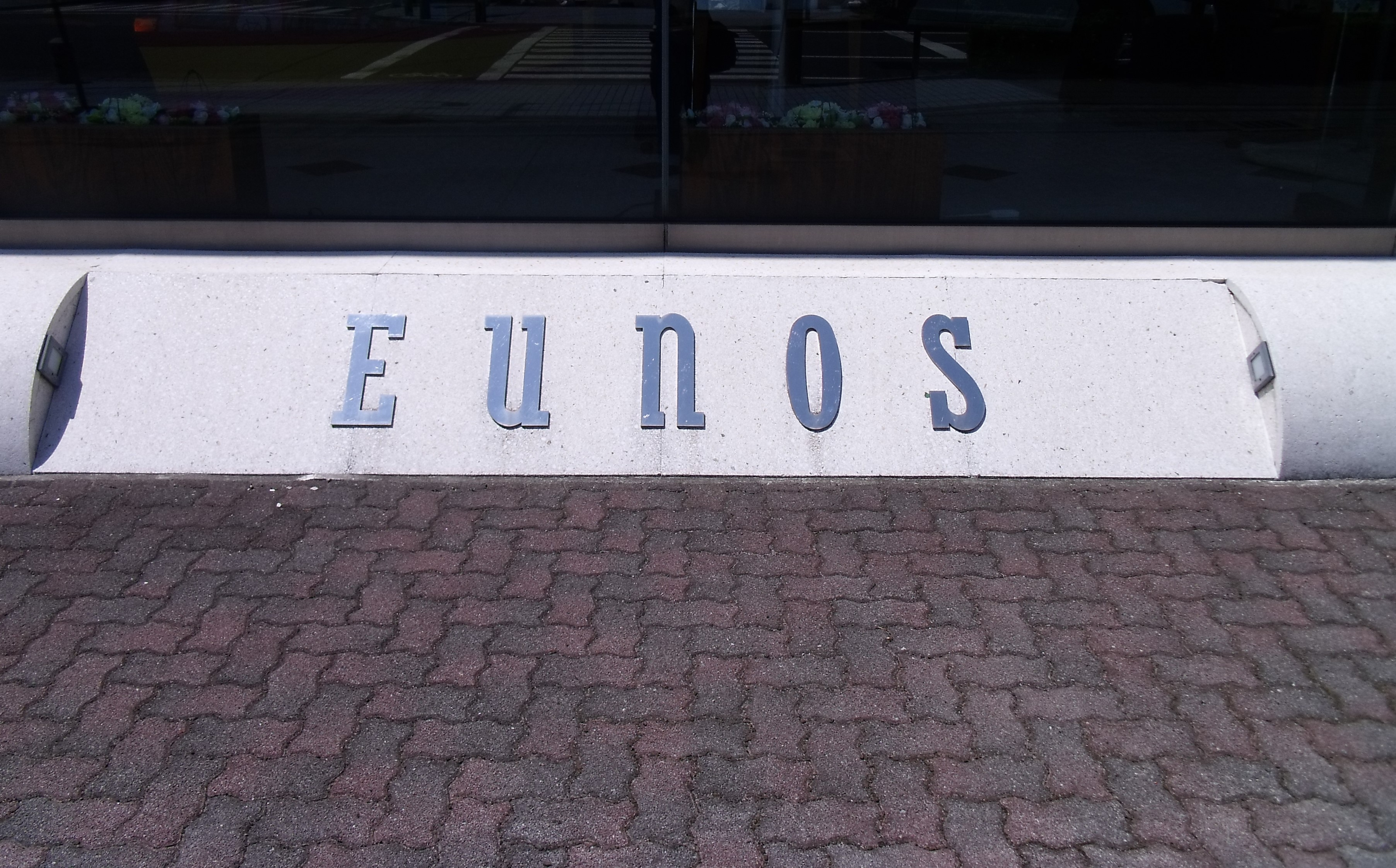
ブランドロゴ

オープンスポーツカーとして世界的なヒット作となったユーノス・ロードスターを筆頭に、世界で唯一3ローターのロータリーエンジンを搭載し、かつ世界ではじめてGPSナビゲーションシステムを装備したユーノス・コスモ、ジョルジェット・ジウジアーロがデザインを絶賛したユーノス500、ミラーサイクルエンジンと4WSを搭載したユーノス800、イタリアンテイストあふれるクーペボディに当時世界最小排気量のV6エンジンを搭載したユーノス・プレッソなど、次々に個性豊かな車を販売した。
しかし、ロードスター以外にヒットした車種はなく、1996年のマツダ再建計画に基づく5チャンネル体制の終了により、ユーノスはアンフィニ系列と統合されて「マツダアンフィニ」となった。その際、ロードスターとユーノス800（マツダブランドに移行後、「ミレーニア」に改称）以外の車種は引き継がれなかった。
欧州では「クセドス」（Xedos）ブランドで、ユーノス500（クセドス6）とユーノス800（クセドス9）が販売された。ただし専用ディーラーの展開はなく、既存のマツダの販売網を活用したものであった。このほか、香港やオーストラリアにもユーノス店が一時期展開されていた。
ユーノスのエンブレムは十二単の襟部分がモチーフとなっている。Eunosはラテン語のEu（喜び）と英語のNumbers（集まり）からの造語で「よろこびのコレクション」の意味である。

### アマティ計画
当時マツダは、日本国外でもマツダブランドとは別に「アマティ」 (Amati)と呼ばれるプレミアムブランドの展開を計画していた。4.0L V型12気筒エンジンを搭載する「アマティ1000」を中核に、1994年春より北米市場で展開する予定であったが、アマティブランドのシンボルマークを発表していたにもかかわらず、マツダの経営状況悪化のために計画は白紙となった。これに伴い、日本国内でも「ユーノス1000」として販売される予定であったアマティ1000の開発も中止された。
計画中止に前後して、一部自動車雑誌には最終試作に近いであろうアマティ1000のスクープ写真が流出した。また「アマティ500」として北米市場に投入される予定であったユーノス800は、計画中止を受けてマツダ・ミレーニアとして販売されることになった。また、ユーノス・コスモとユーノス500もアマティブランドで販売される予定であった。

## ビジネススタイル
全国統括会社として「株式会社ユーノス」を設立し、マツダではなく、あくまでもユーノスからの販売という建前になっており、オートザム・アンフィニ同様にマツダの名を伏せての広告・営業展開を行っていた。その為、車検証においてもマツダではなく、ユーノスの表記になっているものが存在する。
また、ラインナップ補完のためにシトロエンの輸入権を取得し、BXやエグザンティアなどを販売した。
店舗展開の際に高級感のある店舗が建てられたが、近年のように統一されたデザインとなっておらず、他にも「アンフィニ店やマツダ店との複合店舗」「ビルやショッピングセンターのテナント」「シトロエン車とユーノス車の展示を分離した店舗」といった展開もあった。また、「オカジオン（occasion）」という名で認定中古車制度も作り、同名の中古車用店舗も全国に設けた。

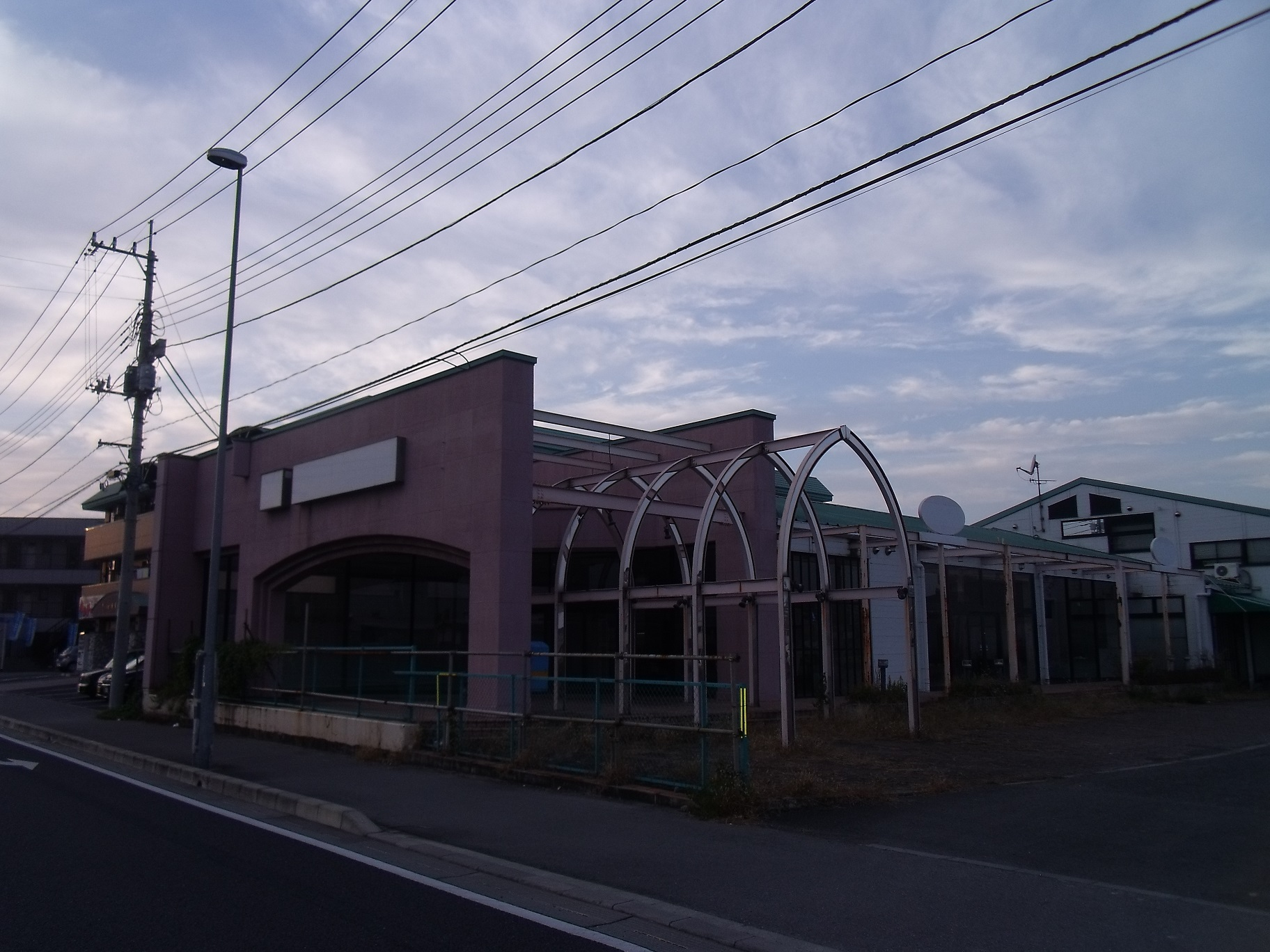
旧ユーノスとちぎ（栃木マツダ販売）宇都宮陽南店
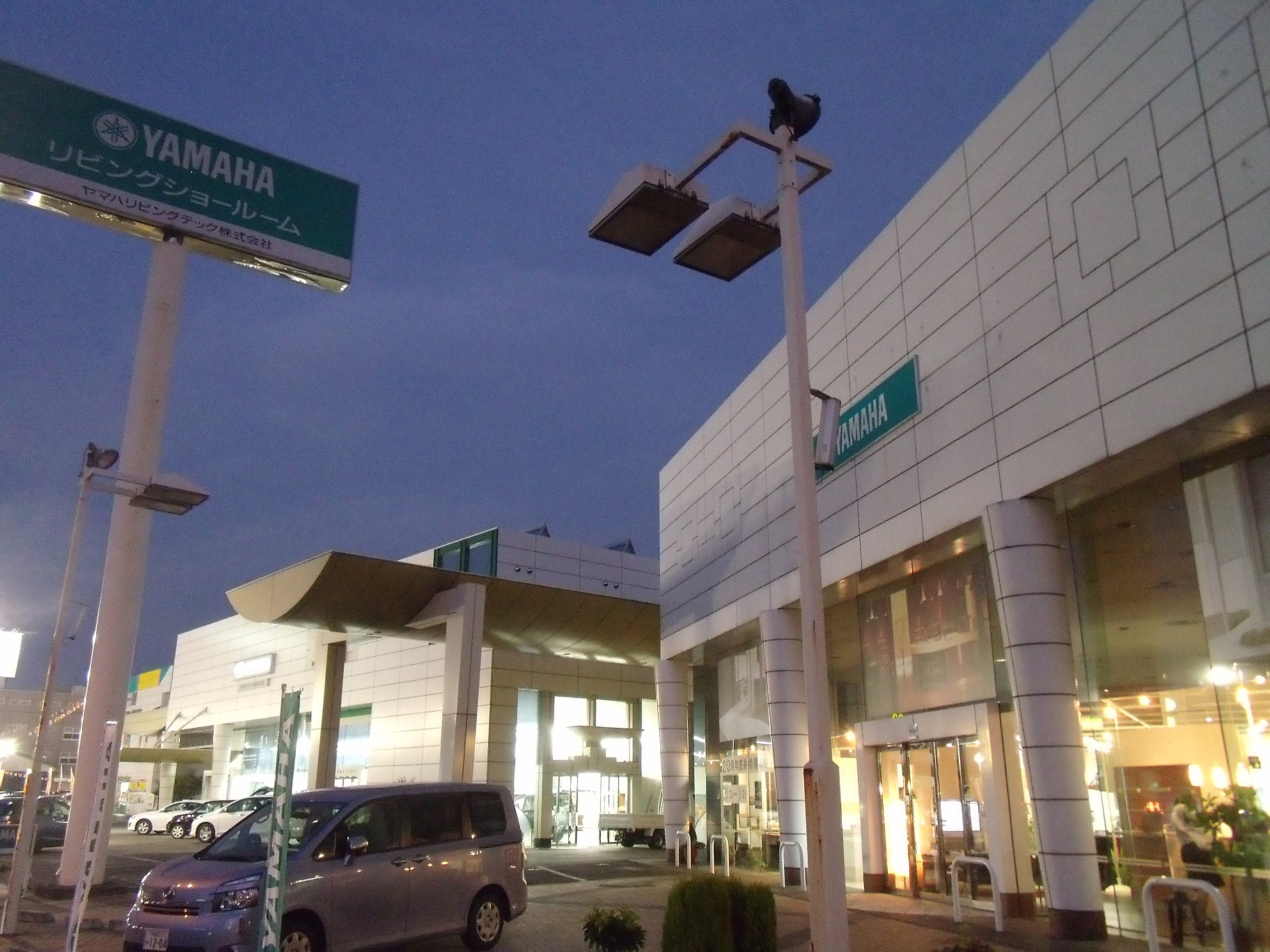
手前側のヤマハリビング（現：トクラス）ショールームが、旧ユーノスロード栃木（アンフィニ栃木）宇都宮東店。
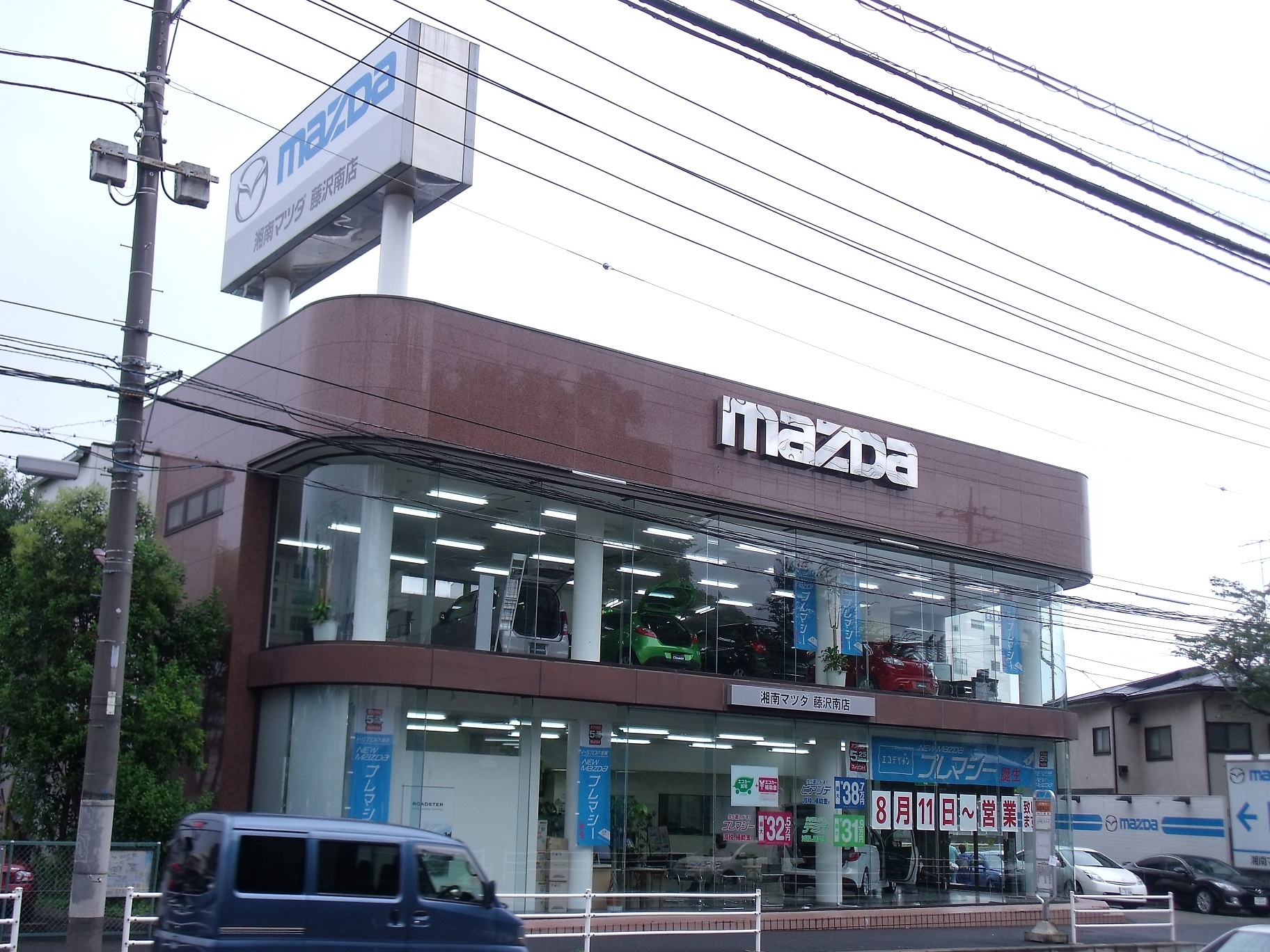
旧ユーノス湘南（湘南マツダ）藤沢南店
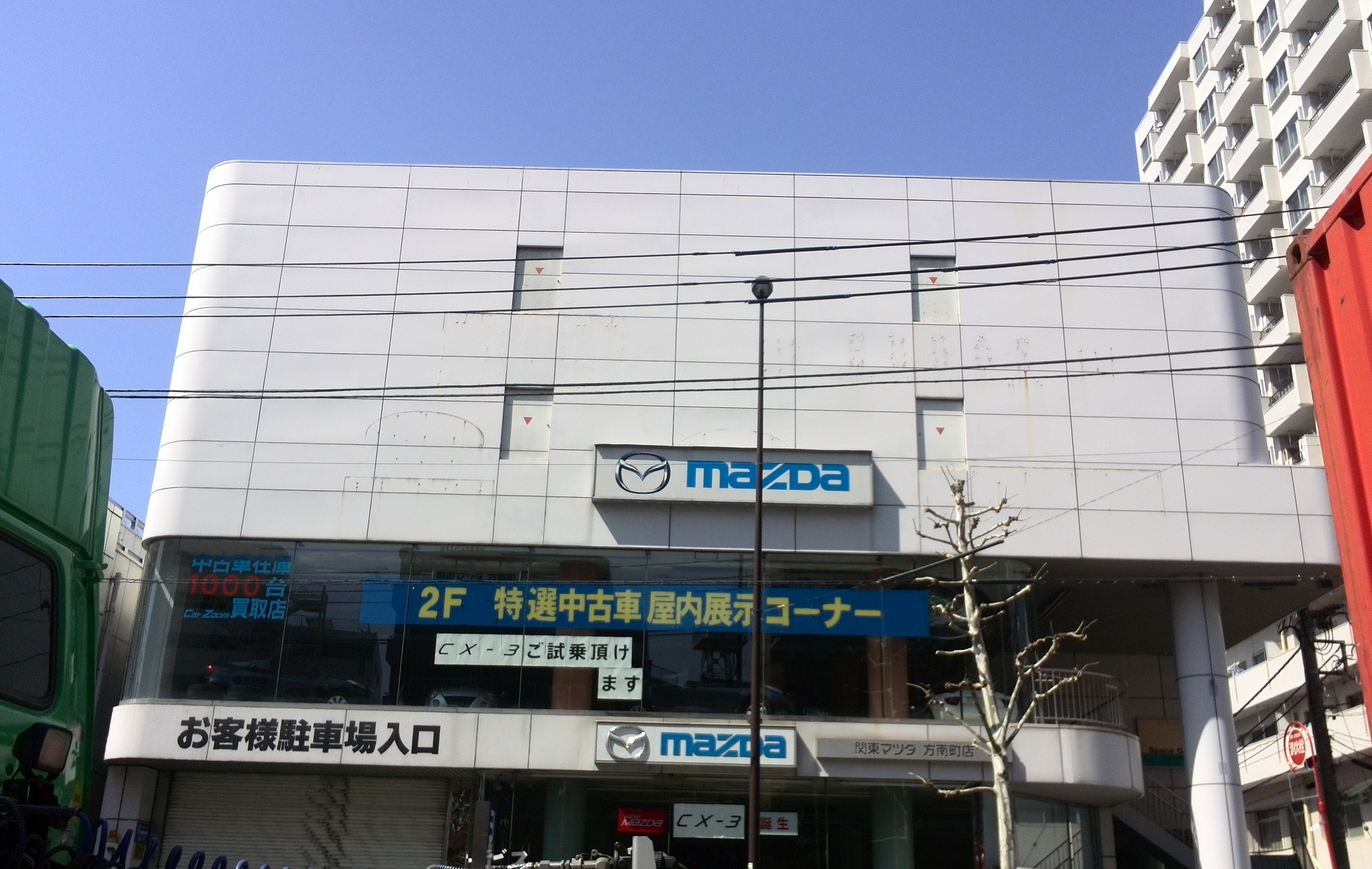
旧ユーノスロード+アンフィニ関東 方南町店 4つある非常窓の右側上下段に挟まれた位置に｢EUNOS｣ロゴの痕跡が見える｡
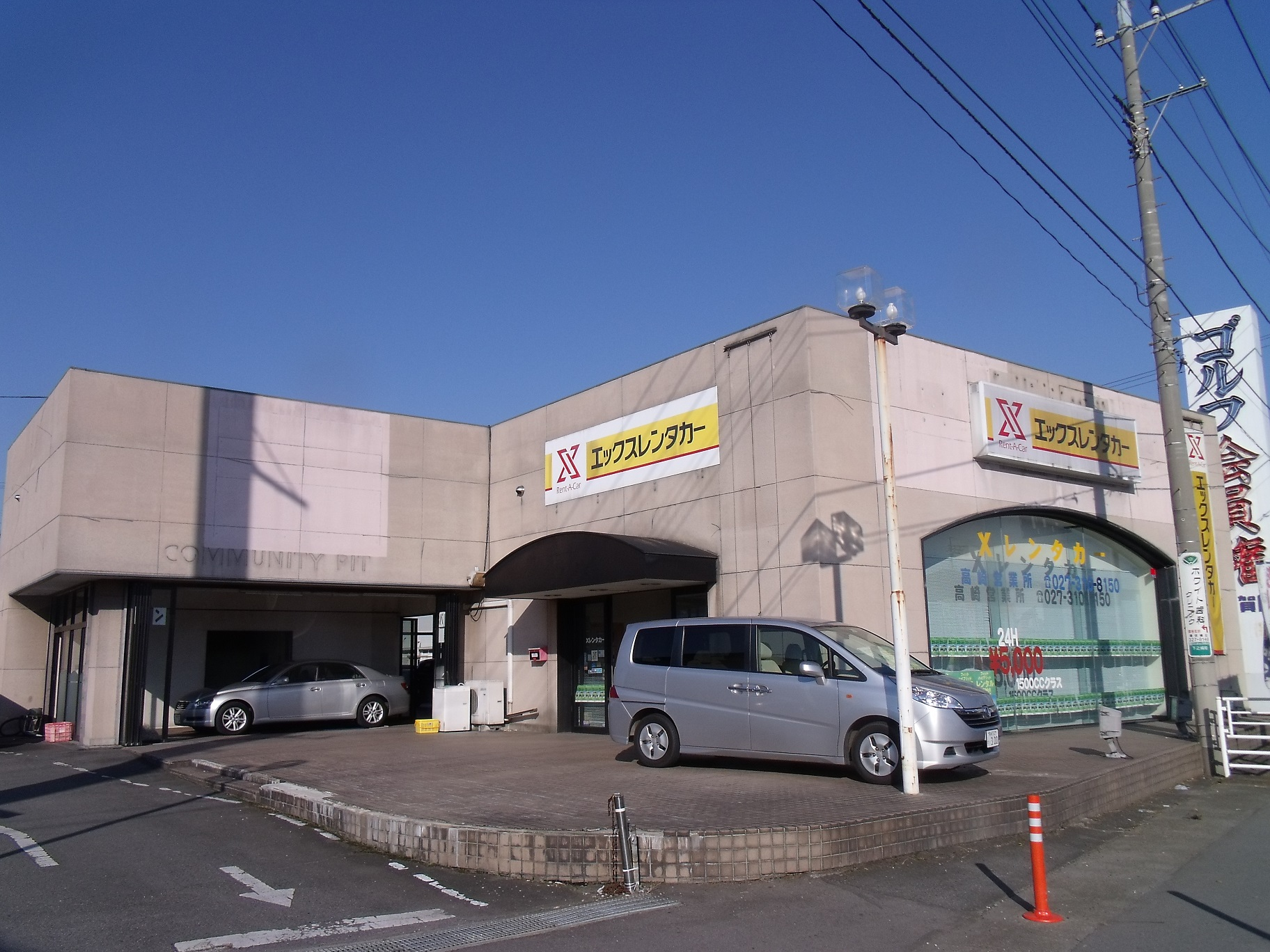
旧ユーノスエーツーゼット（宝船）高崎南店
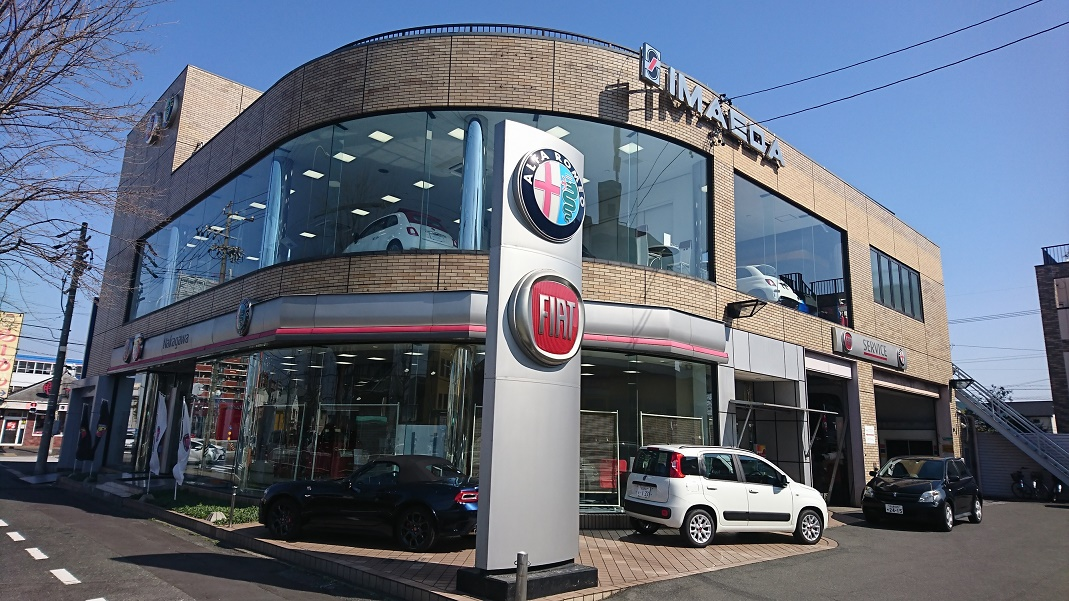
旧ユーノスアントレ（イマエダコーポレーション）太平通店
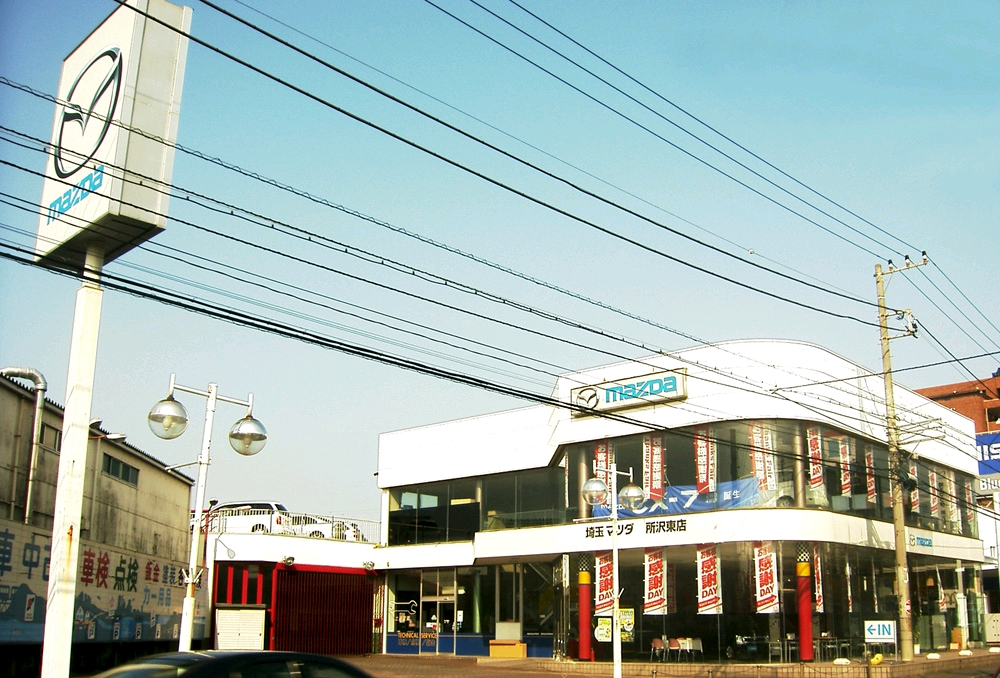
旧ユーノス新埼玉+アンフィニ埼玉 新所沢店

ディーラー網拡大においては、オートラマの運営で実績のある「異業種資本参入」方式を積極的に進めた。ロードスターの話題性もあって、全国のマツダ販売会社のみならず、様々な異業種がユーノス販売網に参加し、ピーク時には148社が参加していた。しかし、ユーノスブランドの業績不振で撤退が続出し、そして1996年のアンフィニ店統合にてほとんどの企業が撤退した。残った店は、マツダアンフィニ店かフォード店に看板を替えて営業した。
廃止後も1998年までシトロエンの輸入権は継続され、旧ユーノス店だったマツダアンフィニ店での販売で、新西武自動車販売との併売体制が維持された。マツダがシトロエン車の販売を終了しても、一部の旧ユーノス店経営法人が個別に新西武自動車販売の正規ディーラー権を取得し、シトロエン車の販売を継続した。しかし2001年にシトロエン・ジャポンが発足すると専売店化の施策が推進され、マツダ車と同一店舗でシトロエン車を販売していた旧ユーノス店はシトロエンの正規ディーラー権を返上したものが殆どだが、大都市圏の一部店舗を中心にシトロエン・ジャポンとの特約店契約による単独正規ディーラーに転換されたものも存在した。
- 参加した異業種企業一例（現在マツダ店として存続中の会社も含む）[7][8]･･･JR北海道、JR九州、JR西日本、三越ワールドモーターズ（三越）、サミットモータース（住友商事）、象印マホービン、ニヤクコーポレーション、名鉄整備（名鉄グループ）、三洋クリエイティブサービス（三洋電機）、古河ヤクルト販売、ミツウロコ、空研工業、フレックス自動車販売、昭産開発（昭和産業）、亀田製菓、三愛石油、矢野新商事、鶴田石材、フレックス、いずみ総合サービス（住友重機械工業）、ニチイ→マイカル（現在のイオンリテール。ビブレ21等でも取り扱い）、オートバックスセブン、神姫バス、住友ベークライト、三井鉱山、オークラ輸送機、カゴメ物流サービス（カゴメ）、中埜酢店、宝船、イズミヤ、八坂鉱山、一光

## 販売車種
開始当初販売されていた車にはそれぞれ「PROJECT EUNOS」の番号が振られていた。CMやカタログで確認できる。
| PROJECT EUNOS No. | 外観 | 車種名               | 製造元     | 販売期間                             | キャッチコピー                                           | 備考 |
| ----------------- | ---- | -------------------- | ---------- | ------------------------------------ | -------------------------------------------------------- | --- |
| PROJECT EUNOS 1   |      | ユーノスロードスター | マツダ     | 1989年-1996年 （販売チャンネル終了） | 人とクルマは どこまでひとつになれるか。                  | マツダアンフィニ店でも同名で販売。モデルチェンジで「マツダ・ロードスター」となり、2020年現在も販売中。                        |
| PROJECT EUNOS 2   |      | BX                   | シトロエン | 1989年-1993年                        | 日本のクルマ社会をより ヒューマンなものにしたい。        | - |
| PROJECT EUNOS 3   |      | ユーノス300          | マツダ     | 1989年-1992年                        | 「美意識あるスポーツ」 をセダンで問いたい。              | ペルソナの姉妹車 |
| PROJECT EUNOS 4   |      | ユーノス100          | マツダ     | 1989年-1994年                        | スポーツセダンの 新しいカタチを創りたい。                | ファミリアアスティナの姉妹車                                                                                                  |
| PROJECT EUNOS 5   |      | ユーノスカーゴ       | マツダ     | 1990年-1993年                        | クルマの愉しさ、そのキャパシティを広げたい。             | ボンゴの姉妹車。1993年のマイナーチェンジでボンゴの販売に移行した。                                                            |
| PROJECT EUNOS 6   |      | ユーノスコスモ       | マツダ     | 1990年-1996年                        | 最上の「私」であるために、 クーペの頂点を極めたい。      | |
| PROJECT EUNOS 7   |      | AX                   | シトロエン | 1990年-1996年 （販売チャンネル終了） | 日本のタウン・カーを 愉快にしたい。                      | ブランド終了後は後継のシャンソン(サクソ)がマツダアンフィニ店にて取り扱われた(1998年まで)                                      |
| PROJECT EUNOS 8   |      | XM                   | シトロエン | 1990年-1996年 （販売チャンネル終了） | 日本の高級車に オリジナリティを問いたい。                | ブランド終了後も一部マツダアンフィニ店で取り扱い継続(1998年まで)                                                              |
| PROJECT EUNOS 9   |      | ユーノスプレッソ     | マツダ     | 1991年-1996年 （販売チャンネル終了） | スポーツの新しい フィールドをつくりたい。                | オートザムAZ-3の姉妹車。ユーノス終了後も1998年まで販売された。                                                                |
| PROJECT EUNOS 10  |      | ユーノス500          | マツダ     | 1992年-1996年 （販売チャンネル終了） | 追い求めたのは 10年色あせぬ価値。                        | マツダ・クロノスの姉妹車。 クロノスファミリー勢では初の5ナンバー車で、本車種を更に派生し6代目カペラ/テルスターⅡが開発された。 |
| PROJECT EUNOS 11  |      | ZX                   | シトロエン | 1992年-1996年 （販売チャンネル終了） | シトロエン・スピリットが乗るほどに使うほどに見えてくる。 | ブランド終了後も一部マツダアンフィニ店で取り扱い継続(1998年まで)                                                              |
|                   |      | エグザンティア       | シトロエン | 1993年-1996年 （販売チャンネル終了） |                                                          | ブランド終了後も一部マツダアンフィニ店で取り扱い継続(1998年まで)                                                              |
|                   |      | ユーノス800          | マツダ     | 1993年-1996年 （販売チャンネル終了） |                                                          | マツダチャンネルでも販売され、ユーノス消滅後の1998年にミレーニアに車名変更した。                                              |

### マツダブランド車
- ボンゴ（1993年 - ）
- ランティス（1993年 - ）
- ボンゴフレンディ（1995年 - ）